# 'Neatza cu Răzvan și Dani
'Neatza cu Răzvan și Dani / Super Neatza cu Răzvan și Dani este o emisiune matinală de divertisment care combină informații, interviuri, muzică live, jocuri și concursuri, rețete culinare și momente comice, care este difuzată pe Antena 1. Emisiunea a debutat în 2008 și a devenit rapid una dintre cele mai populare emisiuni de acest gen din România. Conceptul emisiunii aparține regizorului Miki Balbae. Matinalul "Neatza"a fost prezentat și de Horia Brenciu în anii 2000-2002.
Sezonul 16 al emisiunii Neatza cu Răzvan și Dani a început pe 28 august 2023. Noutățile din acest sezon includ: Platoul emisiunii are un decor schimbat pentru o atmosferă mai modernă. Programul muzical a fost diversificat pentru a include invitați din diferite genuri muzicale. 